# Live from Dakota

Live from Dakota est un album du groupe Stereophonics, sorti en 2006, à l'occasion des dix ans du groupe.

## Liste des pistes
| N.  | Titre                         | Durée |
| --- | ----------------------------- | ----- |
| 1.  | "Superman"                    | 5:02  |
| 2.  | "Doorman"                     | 4:01  |
| 3.  | "A Thousand Trees"            | 3:25  |
| 4.  | "Devil"                       | 4:46  |
| 5.  | "Mr. Writer"                  | 5:31  |
| 6.  | "Pedalpusher"                 | 3:20  |
| 7.  | "Deadhead"                    | 3:16  |
| 8.  | "Maybe Tomorrow"              | 4:24  |
| 9.  | "The Bartender and the Thief" | 3:49  |
| 10. | "Local Boy in the Photograph" | 4:03  |

| N.  | Titre                                           | Durée |
| --- | ----------------------------------------------- | ----- |
| 11. | "Hurry Up and Wait"                             | 5:12  |
| 12. | "Madame Helga"                                  | 3:50  |
| 13. | "Vegas Two Times"                               | 3:54  |
| 14. | "Carrot Cake and Wine"                          | 4:48  |
| 15. | "I'm Alright (You Gotta Go There to Come Back)" | 5:11  |
| 16. | "Jayne"                                         | 4:08  |
| 17. | "Too Many Sandwiches"                           | 6:31  |
| 18. | "Traffic"                                       | 5:07  |
| 19. | "Just Looking"                                  | 5:18  |
| 20. | "Dakota"                                        | 6:26  |